# Топава
Топава (англ. Topawa) — переписна місцевість (CDP) в США, в окрузі Піма штату Аризона. Населення — 233 особи (2020).

## Географія
Топава розташована за координатами 31°48′28″ пн. ш. 111°49′50″ зх. д. / 31.80778° пн. ш. 111.83056° зх. д. (31.807822, -111.830486).  За даними Бюро перепису населення США в 2010 році переписна місцевість мала площу 13,35 км², уся площа — суходіл.

### Клімат
Громада знаходиться у зоні, котра характеризується кліматом помірних степів та напівпустель. Найтепліший місяць — липень із середньою температурою 30.3 °C (86.5 °F). Найхолодніший місяць — січень, із середньою температурою 10.8 °С (51.5 °F).
| Клімат Топави           | Клімат Топави | Клімат Топави | Клімат Топави | Клімат Топави | Клімат Топави | Клімат Топави | Клімат Топави | Клімат Топави | Клімат Топави | Клімат Топави | Клімат Топави | Клімат Топави | Клімат Топави |
| Показник                | Січ.          | Лют.          | Бер.          | Квіт.         | Трав.         | Черв.         | Лип.          | Серп.         | Вер.          | Жовт.         | Лист.         | Груд.         | Рік           |
| Абсолютний максимум, °C | 31,7          | 33,3          | 36,1          | 38,9          | 43,3          | 46,1          | 46,7          | 45            | 44,4          | 39,4          | 36,7          | 30,6          | 46,7          |
| Середній максимум, °C   | 18,9          | 20,7          | 23,2          | 27,9          | 32,6          | 37,9          | 38,4          | 36,7          | 36,1          | 30,7          | 23,9          | 19,5          | 28,9          |
| Середня температура, °C | 10,8          | 12,4          | 14,6          | 18,6          | 22,8          | 28,2          | 30,3          | 29            | 27,4          | 21,6          | 15,3          | 11,3          | 20,2          |
| Середній мінімум, °C    | 2,7           | 4,1           | 5,9           | 9,4           | 13            | 18,3          | 22,3          | 21,3          | 18,7          | 12,5          | 6,5           | 3,2           | 11,5          |
| Абсолютний мінімум, °C  | −12,2         | −7,2          | −7,8          | −1,7          | −0,6          | 1,7           | 12,2          | 6,1           | 6,7           | −2,8          | −5,6          | −15,6         | −15,6         |
| Норма опадів, мм        | 20            | 16            | 19            | 9             | 4             | 8             | 65            | 65            | 31            | 22            | 16            | 25            | 299           |
| Днів з опадами          | 3             | 3             | 3             | 1             | 1             | 1             | 8             | 7             | 3             | 2             | 2             | 3             | 37            |
| ----------------------- | ------------- | ------------- | ------------- | ------------- | ------------- | ------------- | ------------- | ------------- | ------------- | ------------- | ------------- | ------------- | ------------- |
| Джерело: Weatherbase    |               |               |               |               |               |               |               |               |               |               |               |               |               |

## Демографія
Згідно з переписом 2010 року, у переписній місцевості мешкало 299 осіб у 95 домогосподарствах у складі 69 родин. Густота населення становила 22 особи/км².  Було 135 помешкань (10/км²).
Расовий склад населення:
| - 99,0 % — корінних американців |

До двох чи більше рас належало 0,3 %. Частка іспаномовних становила 2,7 % від усіх жителів.
За віковим діапазоном населення розподілялося таким чином: 27,4 % — особи молодші 18 років, 59,2 % — особи у віці 18—64 років, 13,4 % — особи у віці 65 років та старші. Медіана віку мешканця становила 35,2 року. На 100 осіб жіночої статі у переписній місцевості припадало 82,3 чоловіків;  на 100 жінок у віці від 18 років та старших — 75,0 чоловіків також старших 18 років.
Середній дохід на одне домашнє господарство  становив 17 614 долари США (медіана — 15 313), а середній дохід на одну сім'ю — 18 951 долар (медіана — 16 016). За межею бідності перебувало 65,3 % осіб, у тому числі 73,7 % дітей у віці до 18 років та 80,6 % осіб у віці 65 років та старших.
Цивільне працевлаштоване населення становило 36 осіб. Основні галузі зайнятості: освіта, охорона здоров'я та соціальна допомога — 100,0 %.